# خوسيه أنطونيو مانسو دي فيلاسكو
كان خوسيه أنطونيو مانسو دي فيلاسكو إيه سانشيز دي سامانيغو (بالإسبانية: José Antonio Manso de Velasco y Sánchez de Samaniego, primer Conde de Superunda)‏ (وُلد عام 1688 - تُوفي في 6 مايو 1767) جندياً وسياسياً إسبانياً، شغل منصب حاكم تشيلي ونائب الملك في بيرو.

## وصلات خارجية
- خوسيه أنطونيو مانسو دي فيلاسكو على موقع الموسوعة البريطانية (الإنجليزية)

- (بالإسبانية) Encarta (Archived 2009-10-31)